# 扎布日亞 (文尼察州)

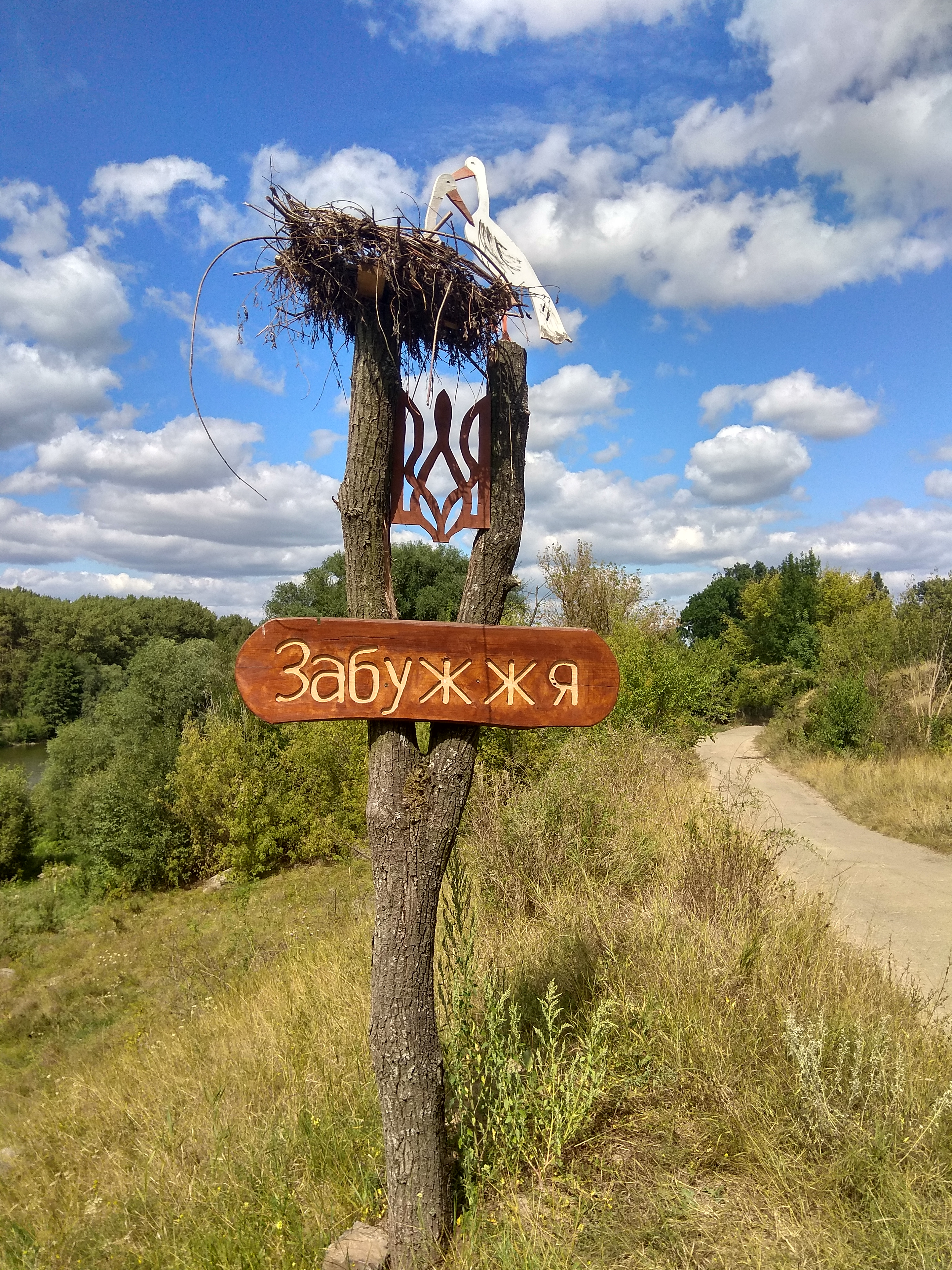
村口标牌

扎布日亚（烏克蘭語：Забужжя）是烏克蘭西南部的村落，隸屬文尼察州圖利欽區的布拉茨拉夫市镇。該村面積1平方公里，海拔高度212米，2001年人口305，人口密度每平方公里305.61人。